# Trichhoplomelas rufus
Trichhoplomelas rufus är en skalbaggsart som beskrevs av Stefan von Breuning 1971. Trichhoplomelas rufus ingår i släktet Trichhoplomelas och familjen långhorningar.
Artens utbredningsområde är Madagaskar. Inga underarter finns listade i Catalogue of Life.